# ラス・ベンタス闘牛場

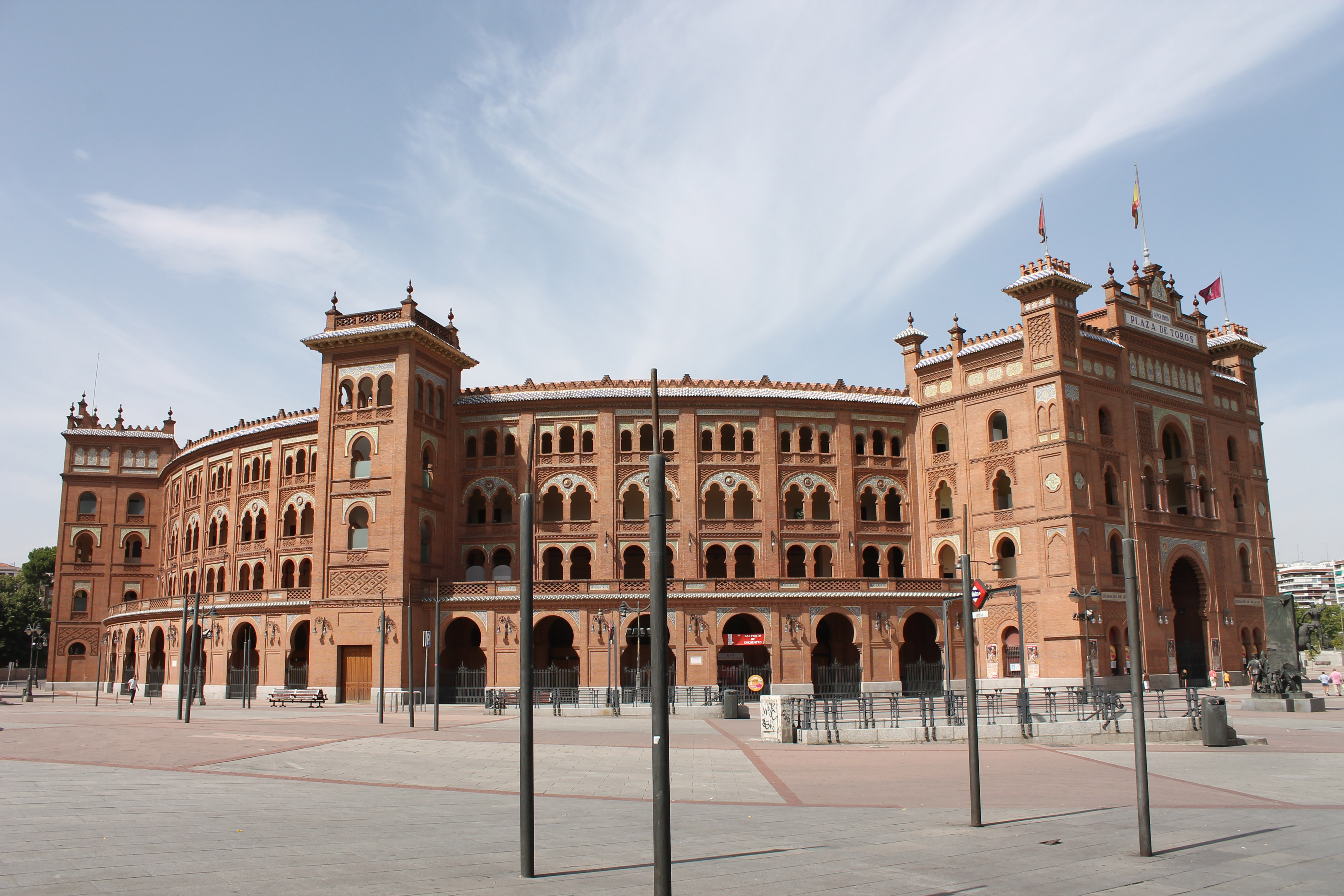
ラス・ベンタス闘牛場のファサード

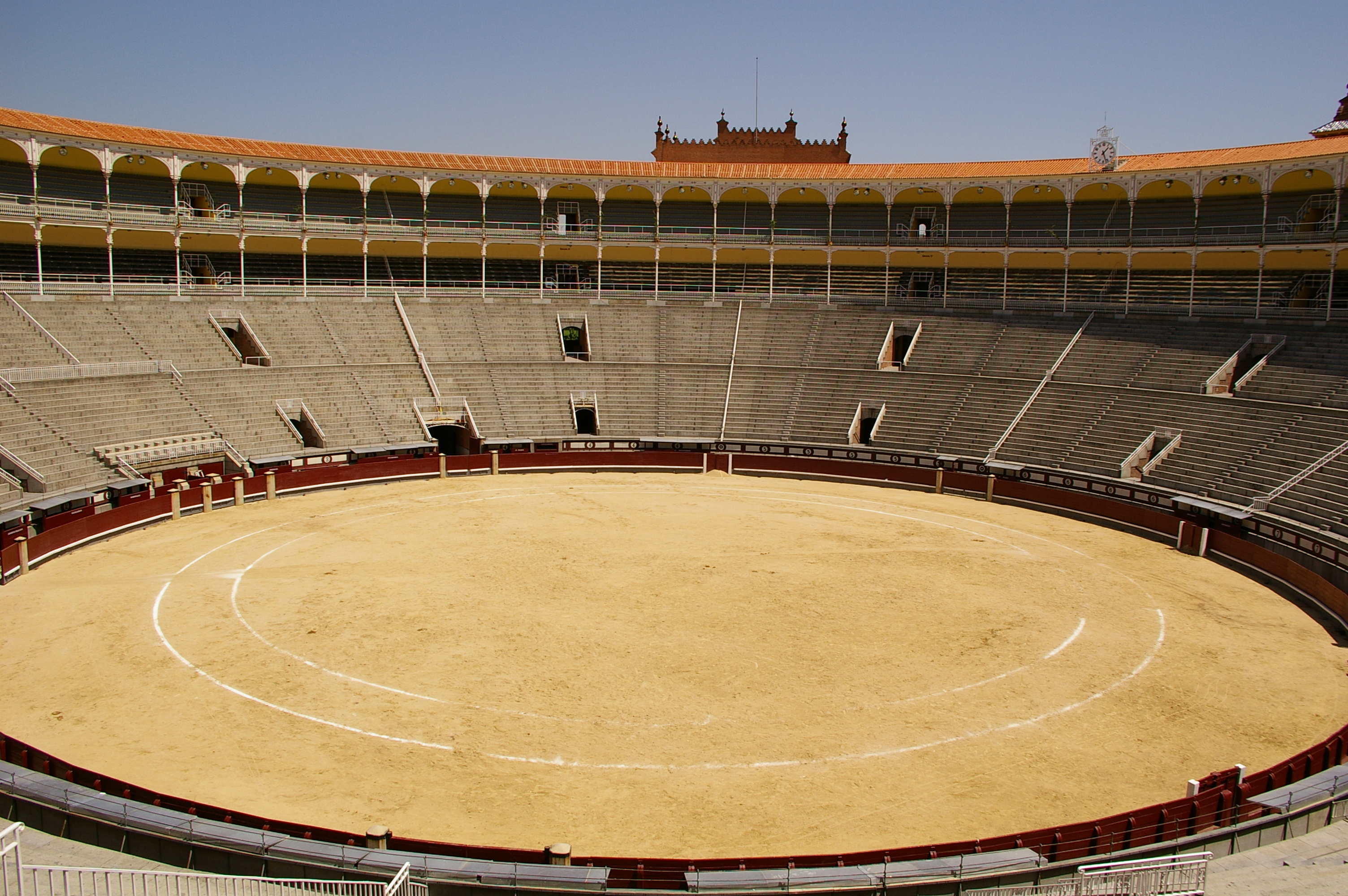
内部

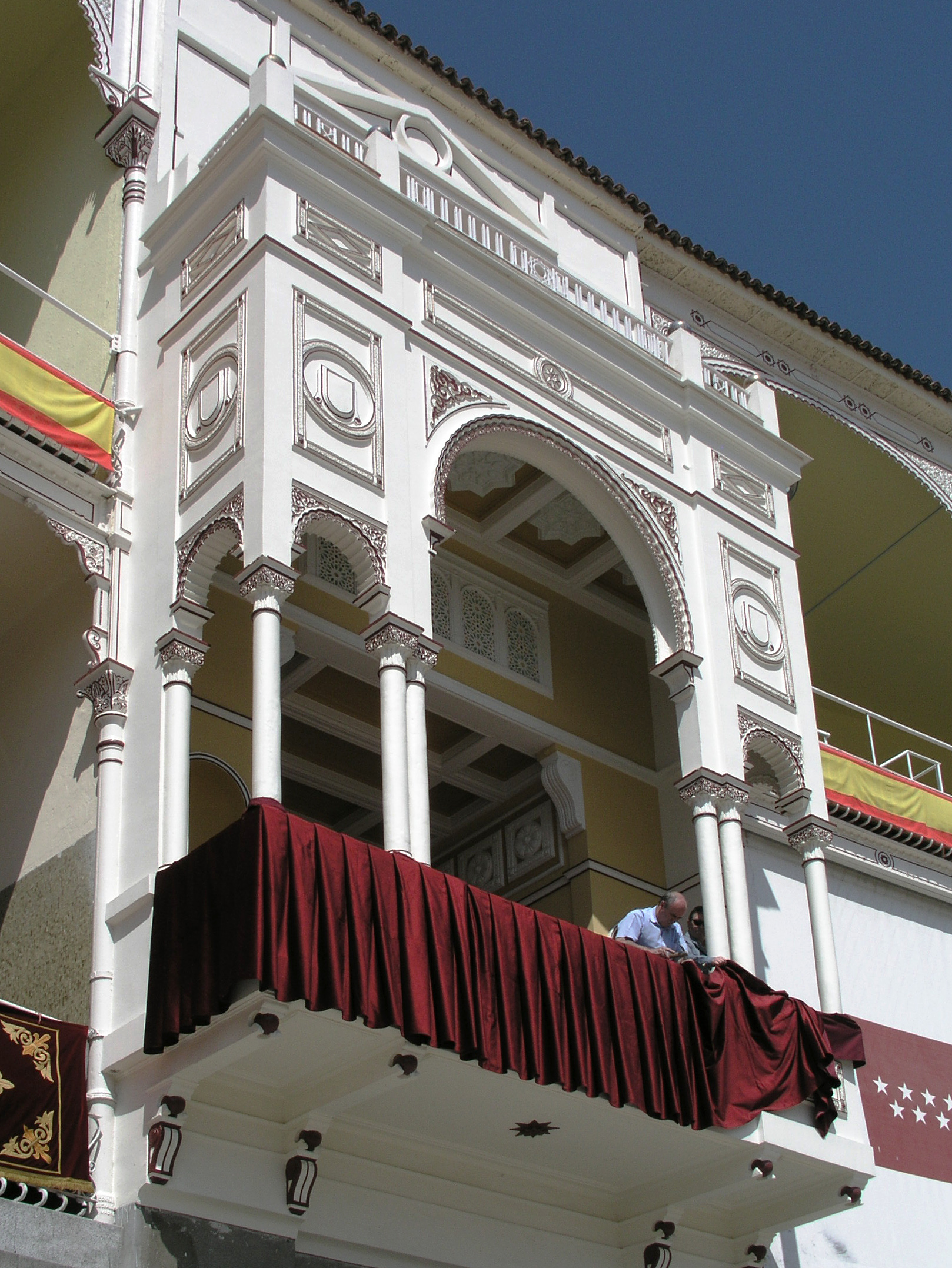
闘牛場のロイヤルボックス

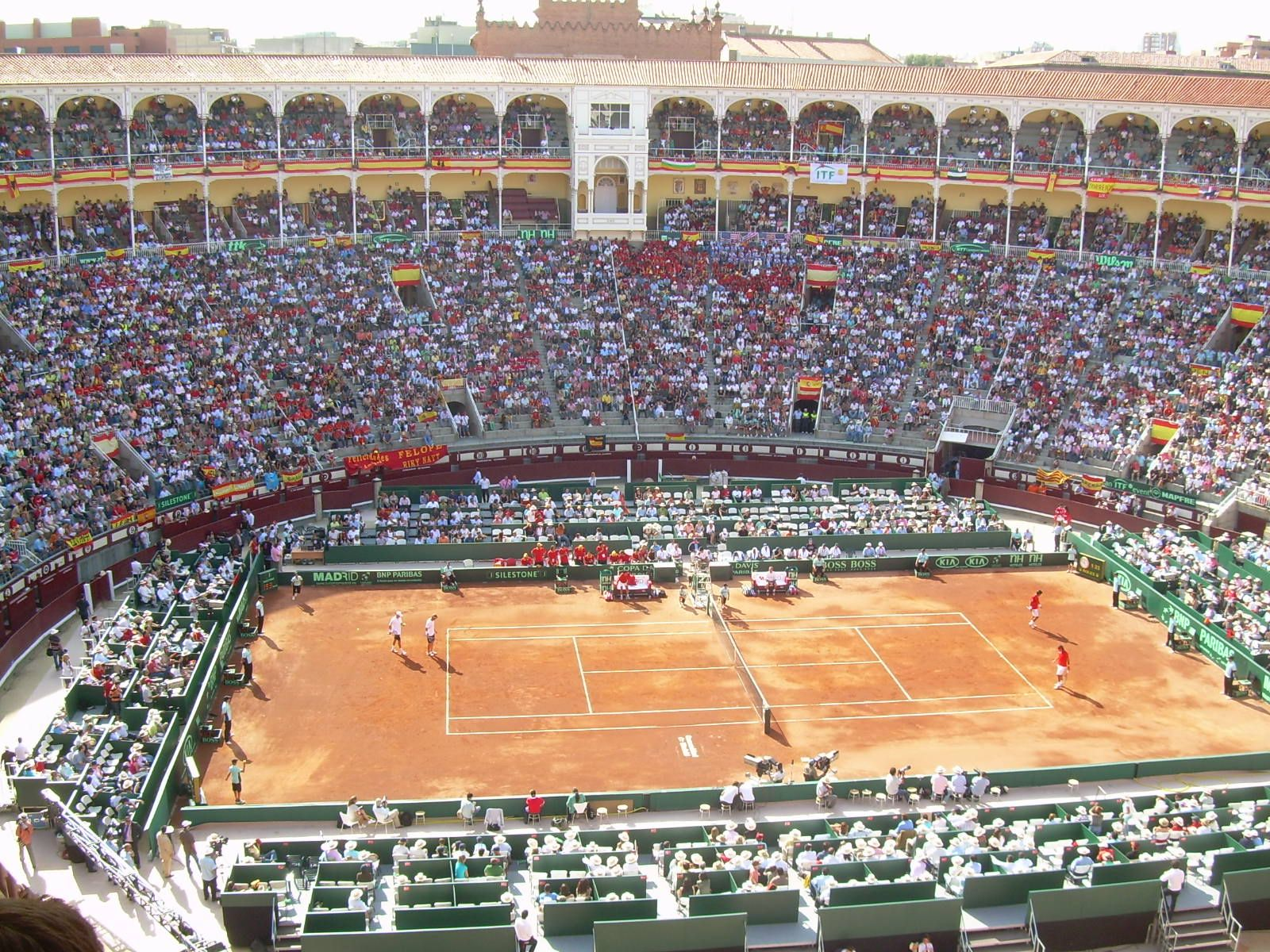
2008年デビスカップ

ラス・ベンタス闘牛場 （Plaza de Toros de Las Ventas）は、スペイン、マドリードにあるスペイン国内最大級の闘牛場。およそアリーナ（アレーナ）といっていい様相で、メキシコのモヌメンタル・デ・メヒコ闘牛場、ベネズエラのモヌメンタル・デ・バレンシア闘牛場に次いで、収容人数が23,798人という、世界第3位の規模を持つ。

## 概要
闘牛のシーズンは、毎年3月から10月までで、毎週日曜日と休日に行われる。5月から6月までのサン・イシドロ祭の期間中は、毎日闘牛が行われる。季節によって違いがあるが、闘牛は夕方5時から7時までの間が開始時間で、終了時間まではおよそ2時間から3時間かかる。観客席は日向（sol）と日陰（sombra）、中間（sol y sombra）の3種類に分けられ、さらにアレーナ前の1階席から4階席まで価格帯が分かれている（日陰の席が値段が高くなる）。
1913年から1920年の間、スペイン国内では闘牛人気が高まっていたが、マドリードのアラゴン通りにある闘牛場は手狭であった。闘牛場を所有するマドリード州政府は、新たな闘牛場建設計画を練り始めた。
家畜業者ハルドン家から土地を譲渡された州政府は、1922年3月より工事を開始した。建築家ホセ・エスペリウが設計した新闘牛場は、鉄骨とレンガを使用したネオ・ムデハル様式であった。建設費用は当時のレートで1,200万ペセタかかった。1931年6月17日に、新しいラス・ベンタス・デル・エスピリトゥ・サント闘牛場（Plaza de Las Ventas del Espíritu Santo）のこけら落としとして慈善闘牛が開催された。
完成当時の闘牛場は、華やかな闘牛という催しにおよそふさわしくない、劣悪な環境にあった。馬やラバの水場近くを、墓地へ向かって葬列が通過していき、人口はまばらで小屋が点在していたのである。
事実上3年間閉鎖された後、1934年10月21日にラス・ベンタス闘牛場として再開された。1935年には通常通りシーズンを終了した。しかしその後勃発したスペイン内戦で閉鎖を余儀なくされた。戦争で34ヶ月間、アレーナは広大な庭にされてしまったのである。戦後の1939年5月24日、闘牛が再開された。

## 闘牛以外のイベント
ビートルズは1965年7月2日にここでマドリード公演を行った。1991年にダイアナ・ロス、1993年にデペッシュ・モード、1996年にAC/DC、2003年にレディオヘッド、2009年にカイリー・ミノーグ、2011年にコールドプレイが公演を行っている。
2002年からレッドブルが主催するフリースタイルモトクロス（FMX）の大会「Red Bull X-Fighters」が開催されている。
2008年、闘牛場のアレーナがテニスのクレーコートに変えられ、ラファエル・ナダルらスペインのデビスカップチームがアメリカ・チームと準決勝戦を行い、母国の観衆を前に勝利した。

## 交通
マドリード地下鉄の2号線または5号線を利用する。最寄はベンタス駅。